# Brandeln
Brandeln, även kallat brandle, är ett tyskt kortspel för fyra deltagare och spelas med en avkortad lek med 28 kort (tvåor till och med sexor samt åttor saknas). 
Efter att korten delats ut följer en budgivning, där deltagarna anger hur många stick man tror sig kunna spela hem om man själv får bestämma trumffärg. Det lägsta budet, kallat brandel, innebär minst tre vunna stick. De två högsta buden kallas mord och herrenmord och är båda en utfästelse om att vinna alla sju sticken, med trumf respektive utan trumf. Ett speciellt bud är bettel, som i rang är placerat mellan sex stick och sju och som innebär att inte ta hem några stick alls. Buden är värda från 1 till 7 marker. Den spelare som avgett det högsta budet blir spelförare.
Vid spelet om sticken gäller den speciella regeln att man förutom att följa färg om möjligt måste lägga ett högre kort än de dittills spelade. En spelförare som lyckats spela hem sitt bud inkasserar budets värde i marker från varje motspelare; vid misslyckat spel ska i stället spelföraren betala budets värde till var och av motspelarna.